# シムカ・1300/1500
シムカ・1300/1500(Simca 1300/1500)は、フランスの自動車メーカー・シムカが同国・ポワシーの工場で1963年から生産した小型乗用車である。1966年にはマイナーチェンジを受け、名称がシムカ・1301/1501に変更され、1975年まで生産された。 

## 概要
1951年以来生産され、シムカをフランス第四位の自動車メーカーの座に定着させたロングセラー、アロンドの後継車として登場した。ユニークな設計の個性派が多いフランス車の中にあって手堅くオーソドックスなモデルで、アロンド以来のOHVエンジン、後輪駆動、後輪固定軸サスペンションという、当時としてはごく常識的なメカニズムを持っていた。
当初は4ドアセダンだけであったが、デビュー翌年の1964年には5ドアワゴン(ブレーク)が1500に追加され、翌1965年には1300でも選択可能となった。このワゴン版のテールゲートは当時のアメリカ車に多かった、後窓を格納してから下半分を手前に倒して開く方式で、1500GLの荷室フロアパネルを取り外すとピクニックテーブルになるというユニークな仕掛けであった。1500「ファミリアール」は7人乗りで、屋根に荷物用のラゲージラックが追加装備されていた。
1966年9月のマイナーチェンジでは名称が「シムカ・1301/1501」に改められたが、フロントノーズが伸ばされデザイン変更を受けると共に、セダンのリアオーバーハングも延長され、トランクルームが拡大すると共に、より高価な車に見えるようになった。また、内装デザインも一新された。
1969年には「1501S」(スペシャル)、1970年には「1301S」が追加された。1301/1501は地味な存在で、1970年代に入ってもホーンリングやコラムシフトを備える旧式な設計でありながら、タクシー向けなどに根強い人気があり、実質的な後継車となるシムカ・1307/1308がデビューする1975年まで生産が継続された。

## 日本への輸入
1300/1500時代には当時の日本総代理店・国際興業によって輸入された。しかし日本車の性能が向上すると共にシムカのような特色の薄い輸入車の日本での販売は難しくなり、1301/1501になって以降は輸入が中絶した。シムカの輸入自体も1970年頃に打ち切られた。